# Francesco Pezzulli
Francesco Pezzulli (Napoli, 14 maggio 1973) è un doppiatore, direttore del doppiaggio e attore italiano, noto per essere la voce italiana di Leonardo DiCaprio, di cui è il doppiatore principale dal 1996.

## Biografia

### Carriera
Suo fratello maggiore Giuseppe, detto Bepi, da piccolo partecipò al film Bianco, rosso e Verdone nel ruolo di Antongiulio; entrambi effettuarono una serie di provini e, di lì a poco, anche Francesco Pezzulli debuttò come attore bambino nella serie Anna, Ciro e... compagnia, inizialmente doppiato da Alessandro Quarta, finché non provvide a doppiare sé stesso in una fase successiva, per poi recitare anche nel film di Pier Francesco Pingitore Sfrattato cerca casa equo canone del 1983, nel ruolo di Massimiliano, uno dei figli di Marino Stroppaghetti, personaggio interpretato da Pippo Franco. Pezzulli ha debuttato in teatro allo stabile di Torino nella stagione 1986/87, si è laureato in Scienze della comunicazione nel 1998 e ha frequentato dei corsi di recitazione tenuti da Ennio Coltorti.
Ha doppiato Leonardo DiCaprio per la prima volta in Romeo + Giulietta di William Shakespeare (1996) e dal 2000 in poi gli ha prestato la voce nelle versioni italiane di tutti i film da lui interpretati. Tra gli altri suoi doppiaggi degni di nota vi sono quello di Aaron Paul nelle serie tv Breaking Bad e Westworld - Dove tutto è concesso, Norman Reedus in The Walking Dead, Benedict Cumberbatch in Sherlock e James Van Der Beek in Dawson's Creek e Pose.
Nel 2004 ha vinto il premio Leggio d'oro come voce rivelazione dell'anno per il doppiaggio di DiCaprio in Titanic, nel 2013 ha riconquistato il Leggio d'oro, questa volta nella categoria "Miglior interpretazione maschile dell'anno", sempre per il doppiaggio di Leonardo DiCaprio in Django Unchained e Il grande Gatsby.
È la voce dei promo di Radio Deejay, dove ha preso parte ad alcune puntate di Chiamate Roma Triuno Triuno. È una delle voci dei promo di Rai 1, Rai 2 e Rai 3.

## Vita privata
Ha due figli doppiatori, Sebastiano e Costantino. Vive a Roma.

## Filmografia
- Anna, Ciro e... compagnia – serie tv (1982)
- La Nouvelle Malle des Indes – serie TV, episodio 1.3 (1982)
- Sfrattato cerca casa equo canone, regia di Pier Francesco Pingitore (1983)
- Una donna per amico – serie TV, episodio Nel nome del padre (1998)
- Amanti e segreti – serie TV (2005)

## Doppiaggio

### Film
- Leonardo DiCaprio in Romeo + Giulietta di William Shakespeare, Titanic, Celebrity, The Beach, Gangs of New York, Prova a prendermi, The Aviator, The Departed - Il bene e il male, Blood Diamond - Diamanti di sangue, The 11th Hour - L'undicesima ora, Nessuna verità, Revolutionary Road, Shutter Island, Inception, J. Edgar, Ritorno dal nulla (ridoppiaggio), Django Unchained, Il grande Gatsby, The Wolf of Wall Street, Revenant - Redivivo, C'era una volta a... Hollywood, Don't Look Up, Killers of the Flower Moon
- Daniel Brühl in Good Bye, Lenin!, Salvador - 26 anni contro, 2 giorni a Parigi, Bastardi senza gloria, Scrittore per caso, Eva, Rush, Il quinto potere, La spia - A Most Wanted Man, Woman in Gold, Colonia, Il sapore del successo, Captain America: Civil War, Lettere da Berlino, La signora dello zoo di Varsavia, The King's Man - Le origini, Niente di nuovo sul fronte occidentale, Eden, Becoming Karl Lagerfeld
- Aaron Paul in Need for Speed, Non buttiamoci giù, Una spia e mezzo, Welcome Home - Uno sconosciuto in casa, The 9th Life of Louis Drax, El Camino - Il film di Breaking Bad, Un'improbabile amicizia, Ash - Cenere mortale
- Hayden Christensen in Star Wars - Episodio II - L'attacco dei cloni, L'inventore di favole, Star Wars - Episodio III - La vendetta dei Sith, Factory Girl, Jumper - Senza confini, Decameron Pie, Star Wars - L'ascesa di Skywalker
- Dominic Cooper in Prison Escape, Captain America - Il primo Vendicatore, La leggenda del cacciatore di vampiri, Un ragionevole dubbio, Warcraft - L'inizio
- Charlie Cox ne Il mercante di Venezia, Spider-Man: No Way Home
- Ryan Phillippe in Igby Goes Down, Five Fingers - Gioco mortale, Caos, Breach - L'infiltrato, The Lincoln Lawyer
- Romain Duris in L'appartamento spagnolo, Tutti i battiti del mio cuore, Bambole russe, Parigi, Dobermann, Tutti pazzi per Rose
- Henry Cavill in Montecristo, Immortals, La fredda luce del giorno, Cappuccetto rosso, Argylle - La super spia
- Dan Stevens in Patto d'amore, Godzilla e Kong - Il nuovo impero, Abigail, L'esorcismo di Emma Schmidt - The Ritual
- Shawn Ashmore in X-Men 2, X-Men - Conflitto finale, Rovine, X-Men - Giorni di un futuro passato
- Michael Pitt in The Dreamers - I sognatori, Last Days, Seta, Funny Games
- Justin Long in Palle al balzo - Dodgeball, Die Hard - Vivere o morire, Serious Moonlight
- Freddie Prinze Jr. in So cosa hai fatto, Una scommessa di troppo, Wing Commander - Attacco alla Terra
- Abhishek Bachchan in Dhoom, Dhoom 2, Dhoom 3, Bluffmaster
- Josh Hartnett in Blow Dry, Slevin - Patto criminale, Crazy in Love
- James Van Der Beek in Angus, Jay & Silent Bob... Fermate Hollywood!, Downsizing - Vivere alla grande
- Jared Leto in Basil, Alexander, Lonely Hearts
- Sam Worthington in Avatar, Avatar - La via dell'acqua, L'esorcismo - Ultimo atto
- Rafe Spall in Un'ottima annata - A Good Year, La grande scommessa
- Glen Powell in I mercenari 3, Tutti vogliono qualcosa
- Jai Courtney in Die Hard - Un buon giorno per morire, The Water Diviner
- Josh Duhamel in Tre all'improvviso, Vicino a te non ho paura
- John Leguizamo in Sfida senza regole, One for the Money
- Sam Rockwell in Welcome to Collinwood, Frost/Nixon - Il duello
- Tobey Maguire in Cavalcando col diavolo, Brothers
- Ivan Sergei in BancoPaz, Ti odio, ti lascio, ti...
- Adam Brody in Mr. & Mrs. Smith, Poliziotti fuori - Due sbirri a piede libero
- Channing Tatum in Stop-Loss, Dear John
- Jon Abrahams in Scary Movie, Prime
- Tom Hardy in Minotaur, The Code
- Jack Lowden in A United Kingdom - L'amore che ha cambiato la storia, Una famiglia al tappeto
- Jeremy Davies ne Le locuste, Partita col destino
- Milo Ventimiglia in Rocky Balboa, Creed II
- Skylar Astin in Voices, Pitch Perfect 2
- Alessandro Nivola in Goal!, Goal II - Vivere un sogno
- Tahar Rahim ne Il profeta, Napoleon
- Norman Reedus in Air - I custodi del risveglio, Ballerina
- Atakan Çelik in Tattiche d'amore, Tattiche d'amore 2
- Bradley Cooper in My Little Eye
- Neil Patrick Harris in Starship Troopers - Fanteria dello spazio
- August Diehl in Allied - Un'ombra nascosta
- James Franco in Tristano & Isotta
- Chris Pine in Unstoppable - Fuori controllo
- Shōta Sometani ne L'ultimo yakuza
- Matt Damon in Margaret
- Jake Gyllenhaal in Amore & altri rimedi
- Magnús Scheving in Operazione Spy Sitter
- Jack Huston in PPZ - Pride + Prejudice + Zombies
- Shane West ne La leggenda degli uomini straordinari
- Ben Foster in Pandorum - L'universo parallelo
- Cam Gigandet in Trespass
- Alex O'Loughlin in Piacere, sono un po' incinta
- Chris Klein in We Were Soldiers
- Ashton Kutcher in La figlia del mio capo
- Matthew Davis ne La rivincita delle bionde
- Wil Wheaton in Stand by Me - Ricordo di un'estate
- Jon Seda in Undisputed
- Jared Padalecki in Venerdì 13
- Seth MacFarlane in Comic Movie
- Brennan Elliott in Notte al museo - Il segreto del faraone
- Jesse Spencer in Le ragazze dei quartieri alti
- Jose Pablo Cantillo in Cleaner
- Rudolf Martin in Codice: Swordfish
- Mike Monetti in C'era una volta in America
- Kevin Bishop ne I Muppet nell'isola del tesoro
- Eric Christian Olsen in La battaglia dei sessi
- Jonathan Ke Quan ne I Goonies
- Jonah Blechman in Voglia di ricominciare
- Hill Harper in He Got Game
- Sisqó in Snow Dogs - 8 cani sotto zero
- Salim Grant in L.A. Confidential
- Tim Griffin in The Bourne Supremacy
- Barry Pearl in Grease
- Florian Stetter ne I ragazzi del Reich
- Joseph Sikora in Safe
- Alex Ashbaugh in Superfast & Superfurious
- Brad Renfro in Sleepers
- Austin Nichols in Wimbledon
- The Miz in Christmas Bounty
- Joseph Gordon-Levitt in Brick - Dose mortale
- Wes Bentley in Gone
- Michael Vartan in Within - Presenze
- Rob Lowe in Super Troopers 2
- Johnny Whitworth in Ghost Rider - Spirito di vendetta
- Benjamin Lavernhe in C'est la vie - Prendila come viene
- Robbie Amell in La babysitter
- Charles Chen in Dragon Ball - Il film
- Sam Trammell ne Il bunker
- Hofesh Shechter in La vita è una danza
- Øyvind Brandtzæg in Lupo vichingo
- Ben Barnes in Un matrimonio all'inglese
- François Civil ne I tre moschettieri - D'Artagnan
- Zachary Levi in Spy Kids: Armageddon
- Amir Talai in Che cosa aspettarsi quando si aspetta
- Arthur Harari in Il caso Goldman
- Mauricio Ochmann in El diario
- Chris Geere in Kinda Pregnant
- Trond Fausa in Ritorno in pista

### Film d'animazione
- Inuyasha in Inuyasha the Movie - Un sentimento che trascende il tempo, Inuyasha the Movie - Il castello al di là dello specchio, Inuyasha the Movie - La spada del dominatore del mondo, Inuyasha the Movie - L'isola del fuoco scarlatto
- Crash ne L'era glaciale 2 - Il disgelo, L'era glaciale 3 - L'alba dei dinosauri, L'era glaciale 4 - Continenti alla deriva, L'era glaciale - In rotta di collisione, L'era glaciale - Le avventure di Buck
- Elliot in Boog & Elliot - A caccia di amici, Boog & Elliot 2, Boog & Elliot 3, Boog & Elliot 4 - Il mistero della foresta
- Anakin Skywalker in Star Wars: The Clone Wars
- Pesce in Chicken Little - Amici per le penne
- Sonic in Ralph Spaccatutto e Ralph spacca Internet
- Rakhal ne Il principe dei dinosauri
- William in Titanic - La leggenda continua
- Principe delle Fate in Nel regno delle fate (Principe delle Fate)
- Nuka ne Il re leone II - Il regno di Simba
- Garth in Alpha and Omega
- Spaccaossix in Asterix e i vichinghi
- Cavaliere dei principi perduti in Bentornato Pinocchio[9]
- Principe Naveen ne La principessa e il ranocchio
- Joaquin Mondragon ne Il libro della vita
- Zini in Dinosauri
- Fabian in Barbie Fairytopia - La magia dell'arcobaleno
- Freddie in Barbie e il canto di Natale
- Peng in Peng e i due anatroccoli
- Jonas in Flee
- Han in Kung Fu Panda 4
- Sterling in Fixed - Un'ultima avventura

### Serie televisive
- Nick Gehlfuss in Royal Pains, Longmire, Chicago Med, Chicago Fire, Chicago P.D.
- James Van Der Beek in Dawson's Creek, Non fidarti della str**** dell'interno 23, I miei peggiori amici, Pose
- Aaron Paul in Breaking Bad, The Path, Westworld - Dove tutto è concesso, Better Call Saul, Black Mirror
- Charlie Cox in Daredevil, The Defenders, She-Hulk: Attorney at Law, Daredevil - Rinascita
- Daniel Brühl in L'alienista, The Falcon and the Winter Soldier, Becoming Karl Lagerfeld
- Jonny Lee Miller in Eli Stone, Dexter
- Milo Ventimiglia in Una mamma per amica, This Is Us
- Iwan Rheon ne Il Trono di Spade, Riviera
- Oliver Hudson in Nashville, Scream Queens
- Norman Reedus in The Walking Dead, The Walking Dead: Daryl Dixon
- Andrew Lincoln, Liam Garrigan e Warren Brown in Strike Back
- Kevin Rahm e Chris Carmack in Grey's Anatomy
- Sean Cw Johnson in Power Rangers Lightspeed Rescue
- Clément Sibony in Stalk
- Bradley Cooper in Kitchen Confidential
- Eric Christian Olsen in NCIS: Los Angeles
- Max Perlich in Homicide
- Scott Weinger in Walker Texas Ranger
- Daniel Sharman ne I Medici
- Dan Stevens in Legion
- Leonardo DiCaprio in Genitori in blue jeans
- Colin O'Donoghue in C'era una volta
- Ben Geurens in Reign
- Chris D'Elia in Undateable
- Craig Olejnik in The Listener
- Daniel Gillies in Saving Hope
- Robert Maschio in Scrubs - Medici ai primi ferri
- Magnús Scheving in Lazy Town
- Benedict Cumberbatch in Sherlock
- Tom Beck in Squadra Speciale Cobra 11, Einstein
- Raul Peña in Paso adelante
- Alex Feldman in Law & Order - I due volti della giustizia
- Bryce Johnson in Pretty Little Liars
- Josh Stewart in Squadra emergenza
- Roy Werner in Desperate Housewives
- Warren Christie in Motive
- Dustin Diamond in Bayside School
- Sergio Mur in Le ragazze del centralino
- Ryan Eggold in New Amsterdam
- Freddy Rodríguez in The Night Shift
- Adam Kaufman in Buffy l'ammazzavampiri
- Aitor Luna in Valeria
- Dominic Cooper in Agent Carter
- Evan Williams in Versailles
- Jason Diaz in The 100
- Burgess Abernethy in H2O
- Will Kemp in Il Turco
- Josh Dallas in Manifest
- Derek Smith in What/If
- Nicolás D'Agostino in Il mondo di Patty
- Esteban Meloni in Niní
- Benjamín Rojas in Rebelde Way
- Ibrahim Celikkol in Ambizione
- Yannick Bisson ne I misteri di Murdoch (st. 3+)
- Chris Geere in Piccoli brividi
- Michael Landes in Lockerbie - Attentato sul volo Pan Am 103
- Seann William Scott in Quell'uragano di figlia

### Miniserie televisive
- Hayden Christensen in Obi-Wan Kenobi, Ahsoka
- Charlie Cox in Treason, Echo
- Emile Hirsch in Bonnie & Clyde
- Javier Rey in Quello che nascondono i tuoi occhi
- Marco Rulli in Maria di Nazaret
- Tewfik Jallab in Attacco al potere - Paris Has Fallen
- Xavier Samuel in The Stolen Girl

### Serie animate
- Gemelli Derrick in Holly e Benji, Holly & Benji Forever
- Spada (2ª voce, st. 8-12), Nelson Muntz (4ª voce, st.16-17), Martin Prince (ep.8.5), Justin Timberlake (ep. 12.14), Leonardo DiCaprio (ep. 32.05) e vari altri personaggi ne I Simpson[10]
- Inuyasha in Inuyasha (st.2-6)
- Speedy Dave in Megaman: NT Warrior
- Anakin Skywalker in Star Wars: Clone Wars
- Sr. Senior Junior in Kim Possible
- Nuka in The Lion Guard
- Kevin in Ed, Edd & Eddy  (ep. 1x1-5x20)
- Lucien Cramp in I gemelli Cramp
- Ang Jouyan in La leggenda del drago
- Side Burn in Transformers: Robots in Disguise
- Sam Speed in Sonic X
- Karl ne La principessa Sissi (1° voce)
- Jules Verne ne Le straordinarie avventure di Jules Verne
- Sandokan in Sandokan - La tigre della Malesia
- Helia in Winx Club (1ª voce)
- Sasha in L'isola di Noè
- Rivaul in Holly & Benji Forever
- Tao Tao in Tao Tao - Il piccolo panda
- Kurz Weber in Full Metal Panic! The Second Raid
- Shinsuke Takasugi in Gintama
- Yogar Lyste in Star Wars Rebels (2ª voce)
- Dwayne in A tutto reality presenta: Missione Cosmo Ridicola
- Brock in Teen Days
- Mark Becchis in DuckTales
- Philippe in Miraculous - Le storie di Ladybug e Chat Noir
- Andrew in Rapunzel - La serie
- Skye in Sofia la principessa
- Picolet Chardin in Ranma ½
- Matt Murdock / Daredevil in Il vostro amichevole Spider-Man di quartiere
- George in She-Ra e le principesse guerriere
- Josh / Il Fantasma in Super ladri
- Jake Martinez in Tiger & Bunny
- Bobby Nublar in Jurassic World - Teoria del caos
- Elliot in Boog & Elliot - Il richiamo della natura

### Videogiochi
- Chester ne La carica dei 102: Cuccioli alla riscossa[11]
- Zini in Dinosauri[12]

## Direttore del doppiaggio
- 3 Libbre
- Life on Mars (2008)
- Dollhouse
- Una sposa in affitto, regia di Sheree Folkson
- Glee: The 3D Concert Movie, regia di Kevin Tancharoen
- Voices, regia di Jason Moore
- Leo Mattei - Unità Speciale
- Bad Words, regia di Jason Bateman
- Dominion
- Scream Queens
- The Transporter Legacy, regia di Camille Delamarre
- I Medici
- Io prima di te, regia di Thea Sharrock
- L'amore criminale, regia di Denise Di Novi
- Diavoli
- Helstrom
- Leonardo
- Baby Reindeer
- Sansone e Margot - Due cuccioli all'Opera, regia di Vasiliy Rovenskiy
- La passione turca (2024)
- Jimenshi - I maghi della truffa
- Zorro (2024)
- L'Eternauta, regia di Bruno Stagnaro

## Teatro
- Il matrimonio di Figaro di Pierre-Augustin Caron de Beaumarchais, regia di Giancarlo Cobelli (1987-1988)[4][13]
- La bottega del caffè di Rainer Werner Fassbinder[5]
- Gl'innamorati di Carlo Goldoni, regia di Pino Quartullo (2004)[5]
- Quella strana parte di me, regia di Patrizio Cigliano (2016)[14]

## Radio
- Chi ha ucciso William Shakespeare?, di Francesca Draghetti (1999)
- Una strana coincidenza di Edoardo Erba, regia di Francesco Anzalone (Rai Radio 2, 2001)
- Bob Kennedy in Jackie, storia di una First Lady di Chiara e Andrea Barzini, regia di Tomaso Sherman (Rai Radio 2, 2002)

## Riconoscimenti
- Gran Premio Internazionale del Doppiaggio
  - 2007 – Candidatura – Miglior voce maschile per il doppiaggio di Leonardo DiCaprio in The Departed - Il bene e il male
  - 2010 – Candidatura – Miglior voce maschile per il doppiaggio di Tahar Rahim in Il Profeta
  - 2014 – Premio del pubblico[15]
  - 2014 – Candidatura – Miglior voce maschile per il doppiaggio di Leonardo DiCaprio in The Wolf of Wall Street
  - 2017 – Premio del pubblico[16]
- Leggio d'oro
  - 2004 – Voce rivelazione dell'anno[17]
  - 2013 – Miglior Interpretazione maschile per il doppiaggio di Leonardo DiCaprio in Django Unchained e Il grande Gatsby[18]
- 2020 - Premio Vincenzo Crocitti[19]